# Anisodes tenuilinea
Anisodes tenuilinea är en fjärilsart som beskrevs av W. Warren 1902. Anisodes tenuilinea ingår i släktet Anisodes och familjen mätare. Inga underarter finns listade i Catalogue of Life.